# 林建甫
林建甫（?—），生於台灣，經濟學者，專長為計量經濟學、財務金融學，為台灣大學經濟系教授，曾任台灣大學經濟系系主任，台灣經濟研究院院長。中國國民黨員，曾任中國國民黨十九全黨代表，台灣競爭力論壇發起人之一。

## 生平
於台灣大學經濟系取得學士與碩士學位，赴美國留學，取得加州大學聖地牙哥分校經濟學博士。回國後，任教於台灣大學經濟系。
2007年8月，發起台灣競爭力論壇，任首任理事長。
2015年，接任台灣經濟研究院院長。
2017年3月24日，因應美國總統川普上任後的製造業回流美國政策，時任台灣經濟研究院院長的林建甫同該院景氣預測中心主任孫明德等人建議蔡英文政府應推動「新東向政策」，由政府直接帶領廠商一起去談條件，藉由對美國的投資，帶動對美國談判貿易 。才能有助於中華民國（台灣）與美國雙方簽定自由貿易協定(FTA)、貿易暨投資架構協定(TIFA)。
2019年，卸任台灣經濟研究院院長。

## 外部連結
- 林建甫，台灣大學首頁 （页面存档备份，存于）